# Варенка (Польща)
Варенка (пол. Warenka) — село в Польщі, у гміні Турек Турецького повіту Великопольського воєводства.
Населення — 117 осіб (2011).
У 1975-1998 роках село належало до Конінського воєводства.

## Демографія
Демографічна структура станом на 31 березня 2011 року:
|          | Загалом | Допрацездатний вік | Працездатний вік | Постпрацездатний вік |
| -------- | ------- | ------------------ | ---------------- | -------------------- |
| Чоловіки | 55      | 14                 | 38               | 3                    |
| Жінки    | 62      | 11                 | 40               | 11                   |
| Разом    | 117     | 25                 | 78               | 14                   |